# Зимник (заказник)
Зимник — гідрологічний заказник місцевого значення. Об'єкт розташований на території Олевського району Житомирської області, ДП «Олевське ЛГ», Руднянське лісництво, кв. 54, вид. 1—11, 21, 22, 42; кв.55, вид. 1—15, 20, 24—26, 45; кв. 60, вид. 1—8, 10, 11, 33, 46—49.
Площа — 191 га, статус отриманий у 1984 році.